# Helpis risdonica
Helpis risdonica là một loài nhện trong họ Salticidae.
Loài này thuộc chi Helpis. Helpis risdonica được Marek Żabka miêu tả năm 2002.